# Weißwasserfluss

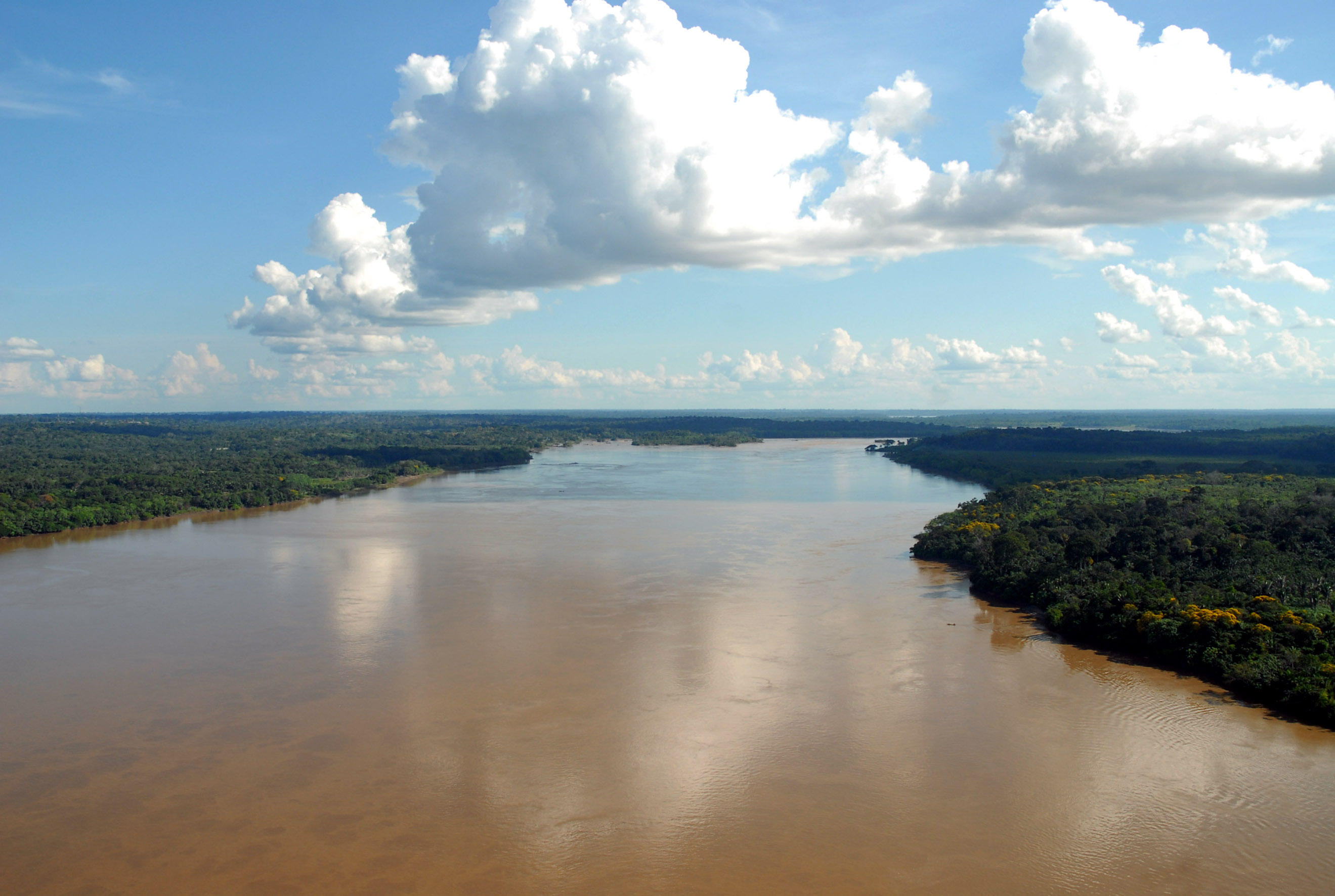
Der Rio Madeira, ein typischer Weißwasserfluss

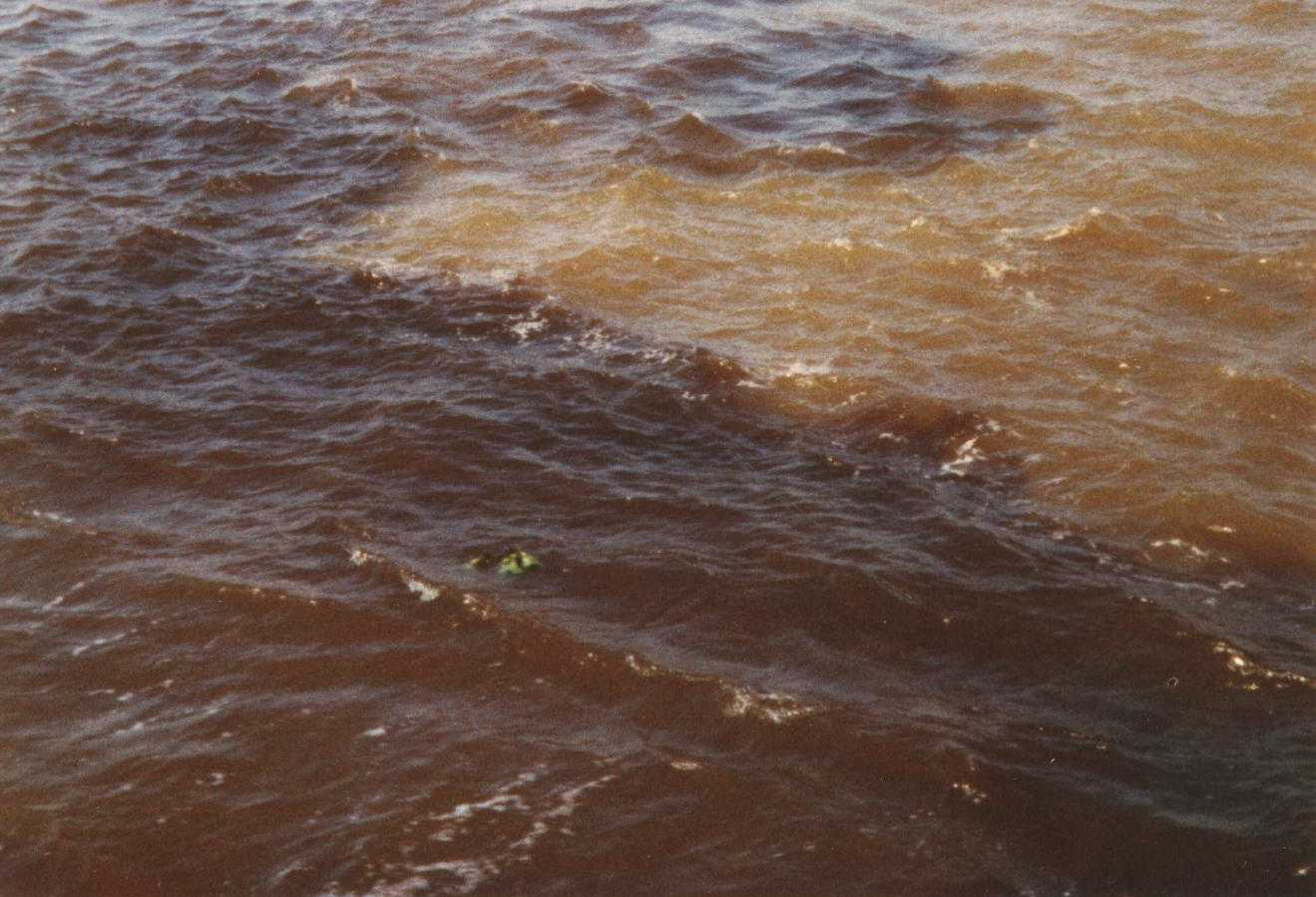
Scharfe Trennlinie beim Zusammenfluss des Rio Negro (links, Schwarzwasserfluss) mit dem Rio Solimões (Weißwasserfluss), wie der Amazonas im oberen Abschnitt auch genannt wird

Weißwasserflüsse gehören neben Schwarzwasserflüssen und Klarwasserflüssen zu den drei in den Tropen dominierenden Flusstypen.
Die bekanntesten Weißwasserflüsse sind in Südamerika der obere Amazonas (Rio Solimões), der Rio Madeira, der Rio Branco sowie der Río de la Plata, der auch „Silberfluss“ genannt wird. In Afrika zählt zum Beispiel der Blaue Nil zu den Weißwasserflüssen. Gelegentlich wird der Begriff weiter gefasst und nicht nur auf tropische Fließgewässer bezogen und beispielsweise die Donau abschnittsweise als Weißwasserfluss bezeichnet.

## Eigenschaften
Weißwasserflüsse sind aufgrund des hohen Gehalts an mineralischen Schwebstoffen vergleichsweise hell, ihr Wasser erscheint schmutzig-lehmfarben. Die eigentlich hellbraune Färbung scheint nur bei Schrägansicht weiß. Weißwasserflüsse entspringen in rezent geologisch aktiven Gebieten und führen daher eine große Menge erodiertes Material mit sich. Die Trübstoffe sind oft reich an Eisen und Aluminium, außerdem finden sich große Mengen an Elektrolyten und Nährstoffen. Der pH-Wert ist annähernd neutral oder leicht im sauren Bereich. Die Leitfähigkeit ist aufgrund des hohen Mineralgehalts recht hoch. Die Sichtweite beträgt nur 10 bis 50 Zentimeter.

## Fauna und Flora
Aufgrund der nährstoffreichen Sedimente bieten Weißwasserflüsse einer vielfältigen Flora und Fauna sehr gute Lebensbedingungen und sind damit lebensfreundlicher als Schwarzwasserflüsse und auch Klarwasserflüsse. Allerdings ist das Wachstum von Pflanzen, Blaualgen und autotrophen Bakterien (Primärproduktion) trotz des hohen Nährstoffgehalts gering, da durch den hohen Schwebstoffanteil nur wenig Licht einfällt. In Weißwasserflüssen treten vermehrt Pleustonpflanzen und Weichtiere (Mollusken) auf. Durch das pH-neutrale Wasser halten sich auch weit mehr Insekten an Weißwasserflüssen auf als an den Flüssen anderen Typs.
Die Überschwemmungs-Auwälder an Weißwasserflüssen werden als Várzea-Wald bezeichnet.